# 磷酸二酯酶4抑制劑
PDE4抑制剂，磷酸二酯酶4抑制剂，是一种用于阻断磷酸二酯酶4 （PDE4）对环磷酸腺苷（cAMP）降解作用的药物。PDE4 酶是免疫细胞中最常见的 PDE。它们主要负责水解免疫细胞和中枢神经系统细胞内的 cAMP。 

## 治疗作用
PDE4D 抑制和PDE4A抑制似乎也与 PDE4 抑制剂的抗抑郁作用有关。 同样， PDE4B抑制似乎是 PDE4 抑制剂的抗精神病作用所必需的， 与这一观点一致，在一项研究中，PDE4B 多态性和中枢神经系统基因表达的改变与精神分裂症和双相情感障碍有关。  PDE4 还调节额叶皮质中的D1/PKA/DARPP-32信号级联，这可能有助于 PDE4 抑制剂的抗精神病和促认知作用。 而PDE4C主要在外周表达，因此可能是 PDE4 抑制剂的外周作用（例如其抗炎作用）的部分原因。 众所周知，PDE4 抑制可减弱大鼠对乙醇的寻求和消耗， 因此表明其在治疗酒精依赖方面可能具有实用性。事实上，一项实验发现，与服用安慰剂的人相比，严重饮酒者服用治疗牛皮癣的 PDE4 口服药物可显着减少饮酒量。 一些不同的证据表明其在治疗脑肿瘤中的治疗效用。 
已知 PDE4 抑制剂具有促认知（包括改善长期记忆）、 促进觉醒、 神经保护、  和抗炎作用。 因此，PDE4 抑制剂已被研究作为多种不同疾病的治疗方法，包括中枢神经系统疾病，如重度抑郁症（临床抑郁症）、焦虑症、精神分裂症、  帕金森病、 阿尔茨海默病疾病， 多发性硬化症， 注意力缺陷多动障碍，亨廷顿舞蹈病，中风，自闭症和炎症性疾病，例如慢性阻塞性肺病（COPD），哮喘和类风湿性关节炎。   典型的 PDE4 抑制剂是咯利普兰。

## 不良反应
PDE4抑制剂的临床开发因其强大的催吐作用而受到阻碍，这似乎与它们对后区表达的PDE4D的抑制有关。 
恶心、呕吐和相关的一般胃肠道副作用是 PDE4 抑制剂最常见的副作用。其他可能的副作用包括呼吸道和泌尿道感染，这些副作用是在罗氟司特的临床使用中发现的。 

## 例子
- 木犀草素，从花生和其他植物中提取的补充剂，也具有IGF-1特性。 [21]
- Mesembrenone是一种来自草本植物Sceletium tortuosum (Kanna) 的生物碱。
- Piclamilast是Apremilast是一种邻苯二甲酰亚胺衍生物，于 2014 年 3 月被美国 FDA 批准用于治疗银屑病关节炎[22] ，并于 2014 年 9 月被批准用于治疗斑块型银屑病，商品名为Otezla 。 [23]
- 西洛司特，用于治疗慢性阻塞性肺病。 [24]
- Crisaborole (AN2728)，一种含硼药物，用于局部治疗牛皮癣和特应性皮炎。 [25] [26]它于2016年12月14日获得FDA批准，商品名为Eucrisa ，用于治疗2岁及以上患者的轻至中度特应性皮炎（湿疹）。 [27]
- 咖啡因是一种弱的、非选择性的 PDE 抑制剂。 [28]咖啡因的代谢产物茶碱是一种更有效的 PDE 抑制剂。 [28]
- 地西泮，一种苯二氮卓类抗焦虑剂、遗忘剂、催眠剂、镇静剂和肌肉松弛剂。 [29]
- Glaucine是一种阿朴啡生物碱、低效 PDE4 抑制剂、钙通道阻滞剂、多巴胺拮抗剂和5-HT2A正变构调节剂，在东欧和冰岛用作镇咳药。
- Ibudilast是一种神经保护剂和支气管扩张剂药物，主要用于治疗哮喘和中风。它最大程度地抑制 PDE4，但也显示出对其他 PDE 亚型的显着抑制作用，因此根据剂量可充当选择性 PDE4 抑制剂或非选择性磷酸二酯酶抑制剂。
- 一种比咯利普兰更有效的抑制剂。 [30]
- Roflumilast ，获得许可用于治疗严重慢性阻塞性肺病，以及用于治疗斑块状银屑病。 [31]
- 咯利普兰，用作药理学研究的调查工具。
- Mesembrine是一种存在于Sceletium tortuosum (kanna) 中的生物碱。

## 作用机理
抑制PDE4可阻止cAMP水解，从而增加细胞内cAMP的水平。